# Caldo verde

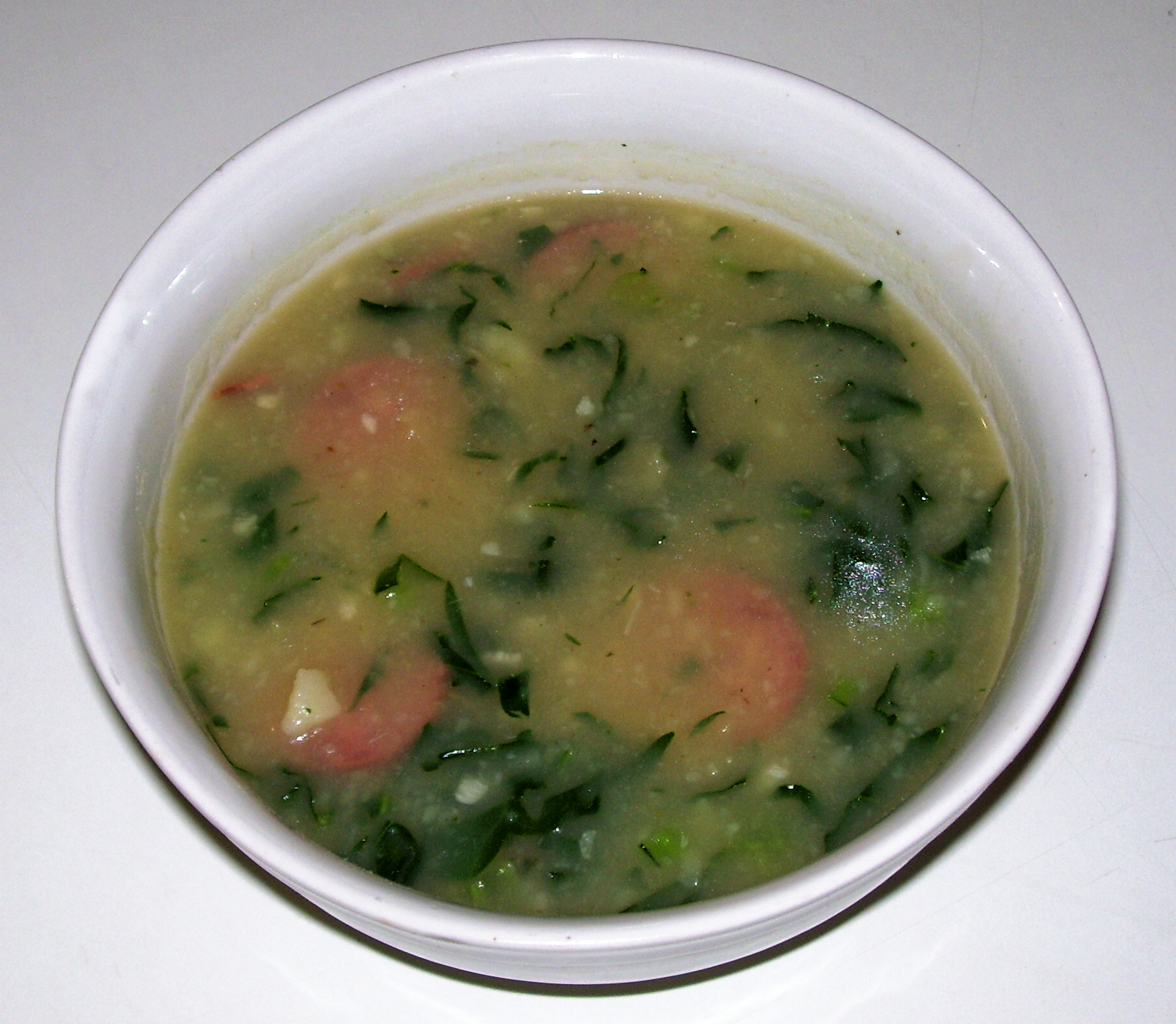
Caldo verde

Caldo verde (wym. [ˈkaɫ.du ˈveɾ.dɨ], z port. „zielony bulion”) – popularna zupa tradycyjnej kuchni portugalskiej.
Potrawa wywodzi się ze znajdującego się w północnej Portugalii regionu Minho, a z uwagi prostotę i lekkość podawana jest przed lub już po głównym daniu. Choć pierwotnie zupa ta była elementem kuchni osób niezamożnych, obecnie spożywana jest podczas uroczystości rodzinnych i świąt takich jak dzień św. Jana w Porto czy dzień św. Antoniego w Lizbonie. Jej odpowiednikiem w sąsiedniej Galicji jest caldo galego.
Do podstawowych składników caldo verde należą prócz wody oliwa, ziemniaki i tzw. kapusta galicyjska (odmiana kapusty warzywnej przypominająca jarmuż i kapustę pastewną) – w różnych proporcjach, w zależności od przepisu. Ponadto najczęściej dodaje się cebulę, czosnek i kiełbasę chouriço.  
Pierwszym etapem przyrządzenia caldo verde jest ugotowanie wywaru z ziemniaków i cebuli z dodatkiem wody i oliwy. Składniki należy pokroić na małe kawałki, bądź zmiksować albo przetrzeć już po ugotowaniu. Następnie dodaje się poszatkowane liście kapusty, które obgotowuje się przez 10–15 minut. Zupę podaje się skropioną oliwą, z plastrami chouriço i z dodatkiem kukurydzianego pieczywa broa. Tradycyjnie danie serwuje się w ceramicznych miseczkach.